# Nova Fundlandija
Nova Fundlandija (angleško Newfoundland, francosko Terre-Neuve) je velik otok ob severovzhodni obali Severne Amerike in najbolj naseljen del kanadske province Nova Fundlandija in Labrador. Novo Fundlandijo velikokrat omenjajo kot »Središče Severnega Atlantika«, vendar je dejansko več kot 1000 km stran od njega. Otok Nova Fundlandija (izvirno imenovan Terra Nova) je verjetno prvi imenoval italijansko-angleški morjeplovec in raziskovalec John Cabot leta 1497. Tudi provinco, v kateri leži otok, so do leta 2001 imenovali »Nova Fundlandija«. Tedaj so jo preimenovali v »Nova Fundlandija in Labrador«. Kasneje so njeno poštno kratico spremenili iz NF v NL.
Arheološka izkopavanja na samem severnem koncu otoka so pokazala, da so kot prvi Evropejci otok dosegli že Vikingi okoli leta 1000 in poimenovali deželo Vinlandija.

## Slovenski prevod imena
Sicer uveljavljeni prevod je vsebinsko in oblikovno popolnoma neustrezen: italijanski izraz Terra Nova (in francoski Terre-Neuve) pomeni 'nova dežela' (db. 'nova zemlja'), angleški izraz Newfoundland pa pomeni 'novonajdena dežela' (found = najdeno). 
Ime »Fundlandija« je torej izpeljano iz (nepravilne) fonetične izgovarjave angleškega glagola, za kar (v sodobni slovenščini) ni utemeljenega razloga. V luči sodobne toponomastike bi bilo še najustreznejše »latinizirano« (dejansko pa po izvirni italijanski obliki povzeto) ime »Terra nova«.